# Валентина Лисиця
Лисиця Валентина Євгенівна (нар. 11 грудня 1973, Київ) — американська класична піаністка, уродженка Києва польсько-російського походження.

## Життєпис
Валентина Лисиця народилася в Києві і почала грати на фортепіано в три роки, щоб уже через рік виконати свій перший сольний концерт. Незважаючи на ранню схильність до музики, її дитячою мрією було стати професійною шахісткою. У дитинстві Лисиця відвідувала Київську середню спеціальну музичну школу ім. Лисенка, пізніше разом зі своїм майбутнім чоловіком, Олексієм Кузнєцовим, навчалася в Людмили Цвірко у Київській консерваторії. У 1984 році в дуеті зі скрипалькою Тетяною Полячок Лисиця виграла юнацький конкурс виконавців «Концертіно Прага». У 1991 році Лисиця і Кузнєцов виграли перший приз престижного міжнародного конкурсу фортепіанних дуетів «Dranoff International Two Piano Competition», що дозволило їм переїхати в США, щоб продовжити свої кар'єри концертних піаністів і в 1995 році дебютувати на нью-йоркському фестивалі «Mostly Mozart Festival» в Лінкольн-центрі.

## Концертна діяльність
У концертному сезоні 2008-2009 Лисиця дала понад вісімдесят концертів з такими іменитими складами, як Симфонічний оркестр штату Сан-Паулу, Новозеландський симфонічний оркестр, Варшавський філармонічний оркестр, Празький камерний оркестр, а також виконала кілька камерних дуетів, серед яких виступи з американським віолончелістом Лінном Харреллом, американським скрипалем Джиммі Ліном, американським альтистом Роберто Діасом, британською скрипалькою Ідою Гендель.
Найважливішою співпрацею, за словами самої піаністки, був дует з американською скрипалькою Гіларі Ган. Про популярність Лисиці серед публіки свідчать виступи в таких залах, як Карнеґі-Хол і Евері Фішер Хол (Нью-Йорк, США), «Консертгебау» (Амстердам, Нідерланди) і Великий концертний зал Віденського музичного товариства («Wiener Musikverein»).
Концертний репертуар піаністки налічує понад сорок творів, у тому числі всі концерти Людвіга ван Бетховена та Сергія Васильовича Рахманінова, обидва концерти Дмитра Дмитровича Шостаковича і єдиний концерт Едварда Гріга.

## Українофобська кампанія
Валентина Лисиця проводить послідовну антиукраїнську кампанію у Твіттері, де звинувачує українську владу в агресії на Донбасі та всіляко підтримує агресивну політику Росії та Володимира Путіна в збройному протистоянні з Україною на Сході України. Вона є прихильницею анексії Криму Російською Федерацією в березні 2014 року. Через низку антиукраїнських виступів і підтримку інтервенції Росії в Україні філармонія Торонто скасувала її концерти. Причиною була вказана пропаганда ненависті проти етнічних і соціальних груп, які включали також африканців, неповносправних осіб та людей, які пережили Голокост. Сама піаністка вважає свої пости «сатиричними» і «художньою гіперболою» та у відповідь на звільнення поширила свою медіакампанію проти керівництва симфонічного оркестру Торонто і проти особи, яку пропонували на її місце.
Випадок зі звільненням піаністки використовується російською пропагандистською машиною для спроби розколу в західному суспільстві та поширення штампів путінської пропаганди в канадській пресі.
У 2015 році нідерландський авіаперевізник «KLM», через скарги пасажирів на її політичну позицію, вилучив твори Валентини Лисиці з мультимедійної системи на борту літаків компанії.
30 вересня 2021 року Валентина Лисиця отримала паспорт так званої ДНР. 9 травня 2022 виступала у розбомбленому Маріуполі з нагоди влаштованого окупантами свята «перемоги».
Фігурант бази даних центру «Миротворець».

## Дискографія

### Студійні альбоми
Лисиця записала 6 CD (2 соло CD) в Audiofon Records (два в дуеті з Олексієм Кузнєцовим), Золотий CD для лейблу CiscoMusic з віолончелістом ДеРосса, дует зі скрипалькою Ідою Гендель. Лисиця нещодавно брала участь з HORSE the Band в записі їх пісні «Rape Escape», що займає провідну роль в останньому на даний момент альбомі «Desperate Living».

### Офіційні відеовидання
- Valentina Lisitsa plays Schwanengesang (Schubert 's last 14 Songs transcribed by Liszt) (2005)
- F. Chopin, 24 Etudes for Piano op. 10, op. 25 (2004)
- Black & Pink (2006)

## Цікаві факти
До українофобського скандалу Валентину Лисицю позиціювали як найпопулярнішу піаністку світу на YouTube.